# Přerov nad Labem
Přerov nad Labem é uma comuna checa localizada na região da Boêmia Central, distrito de Nymburk.

## Galeria de fotos

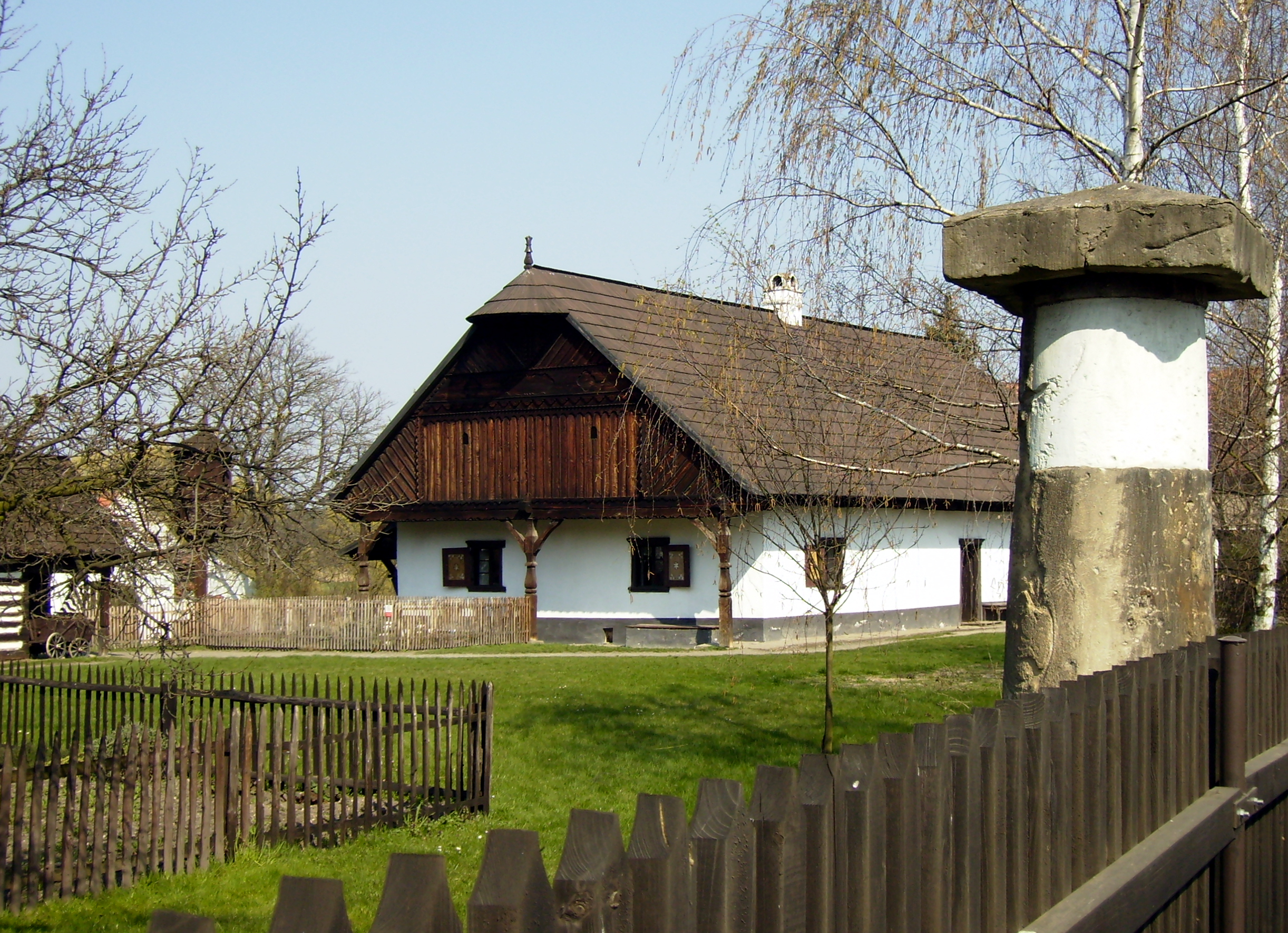
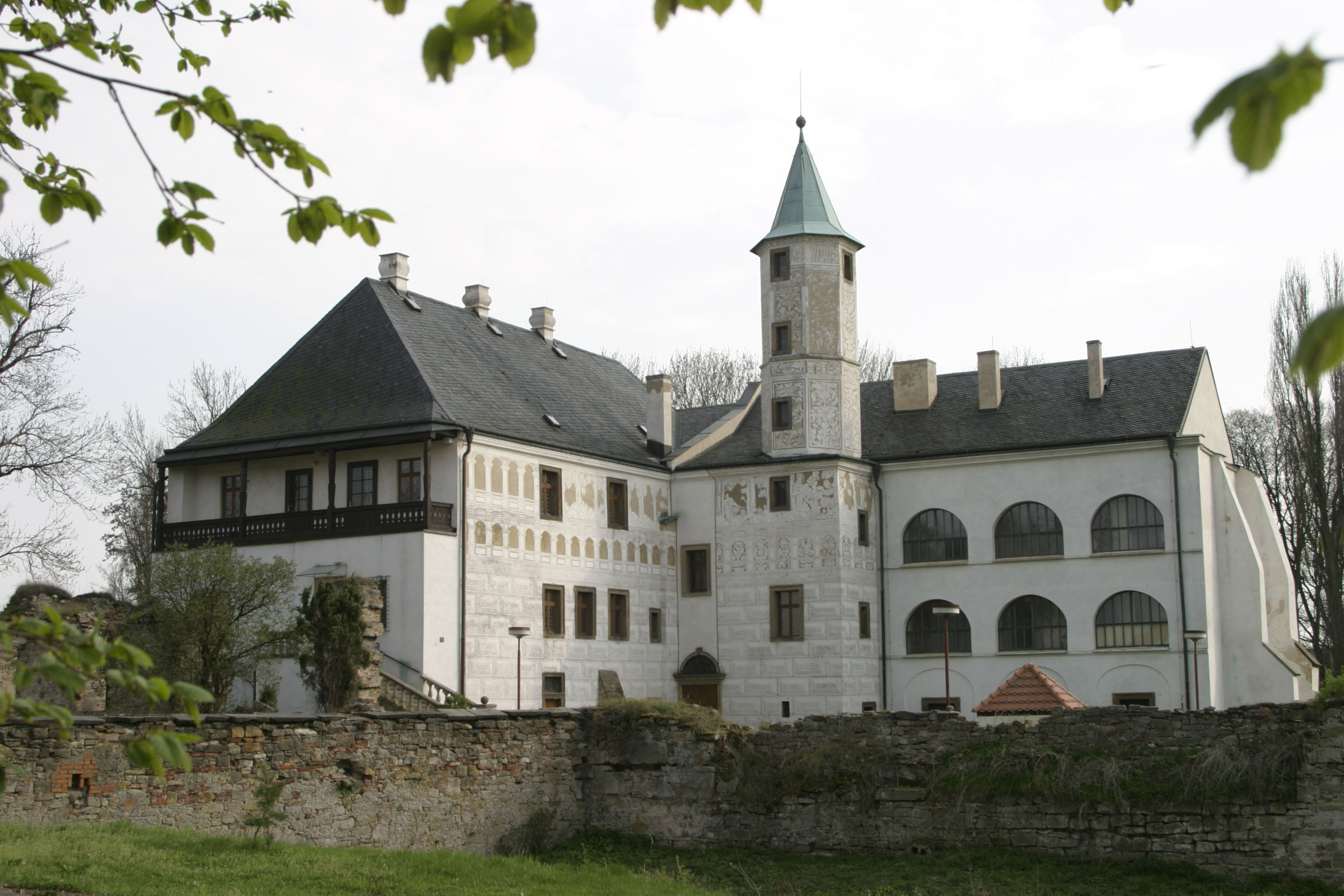
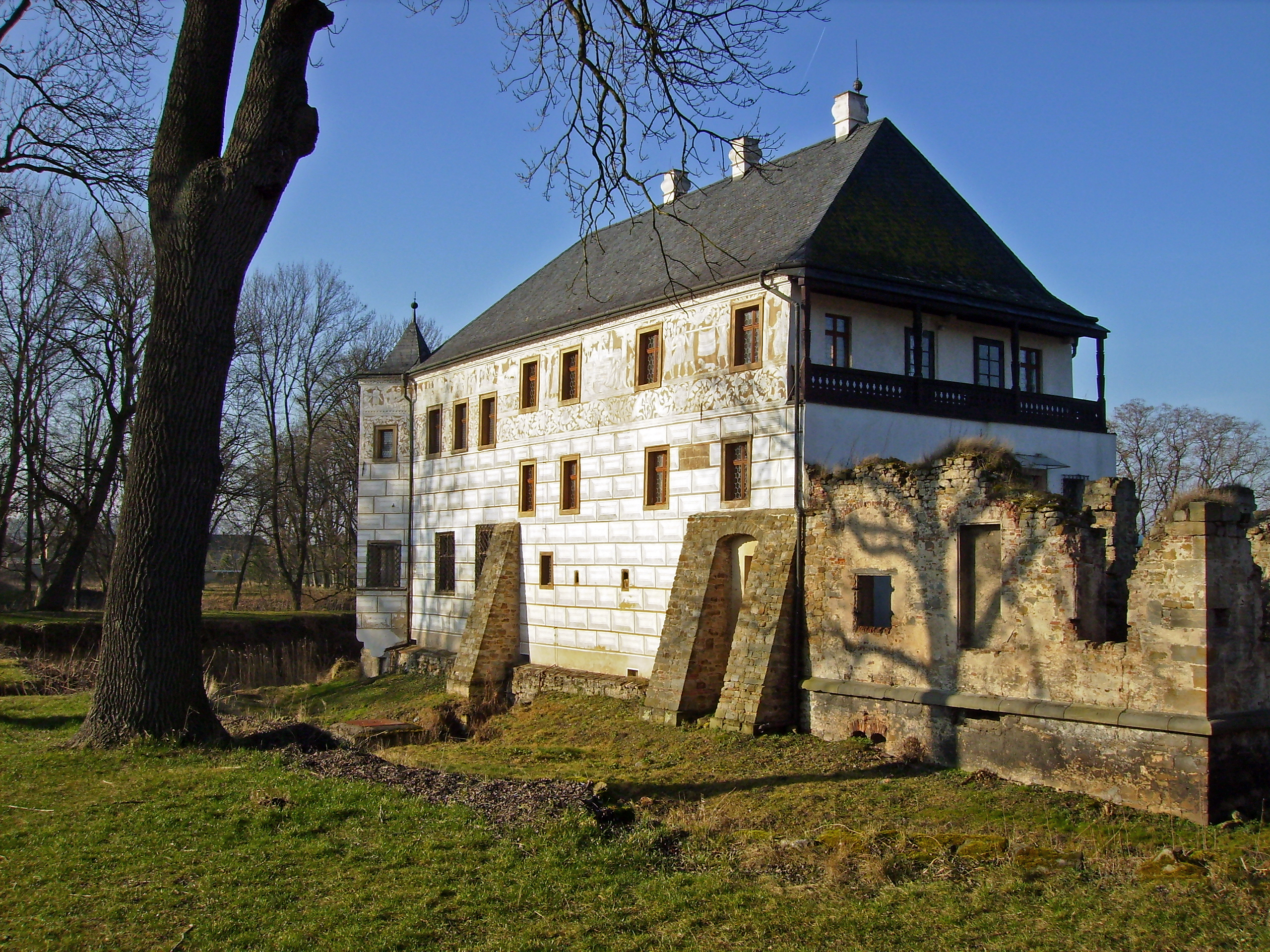
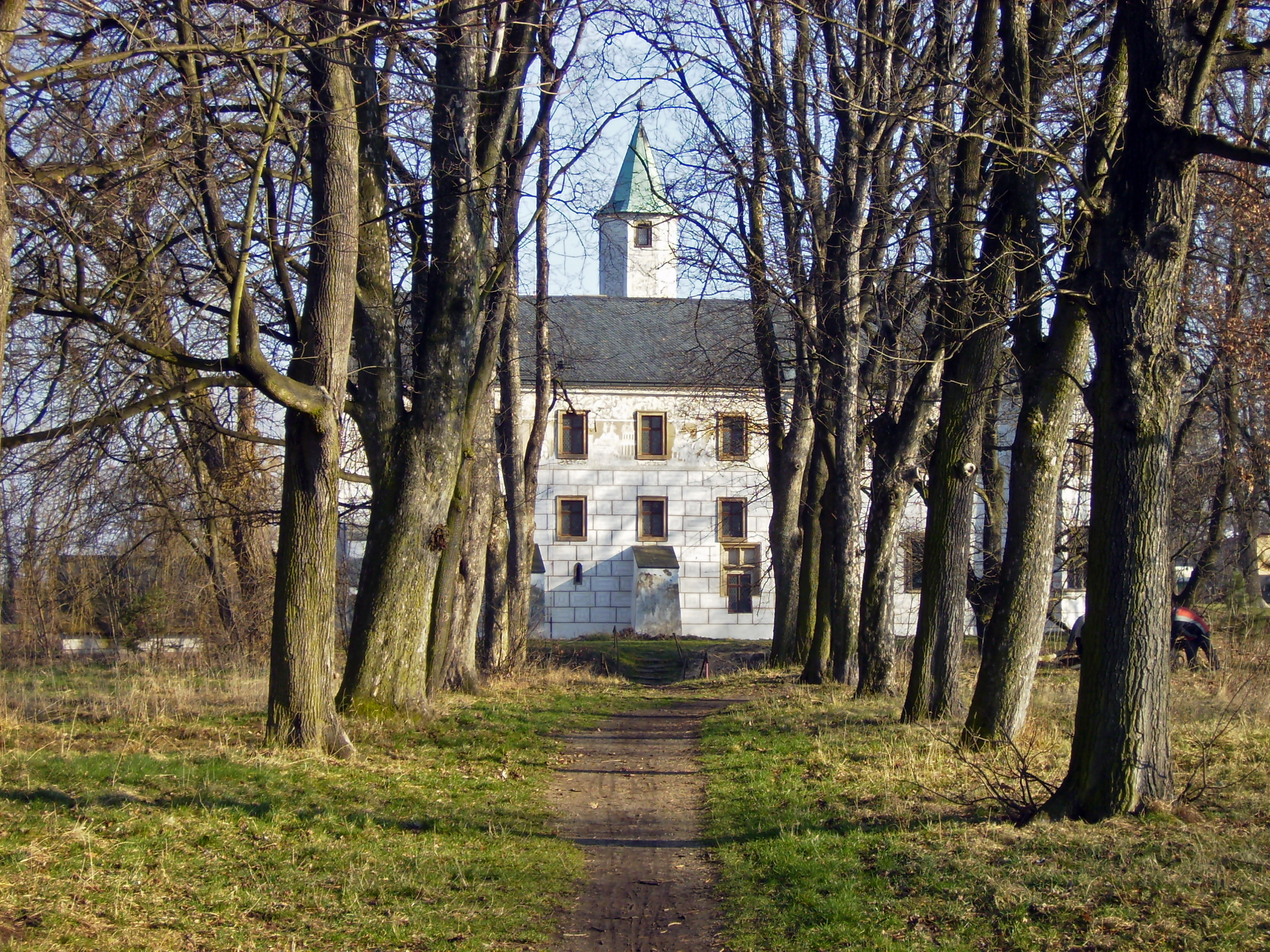
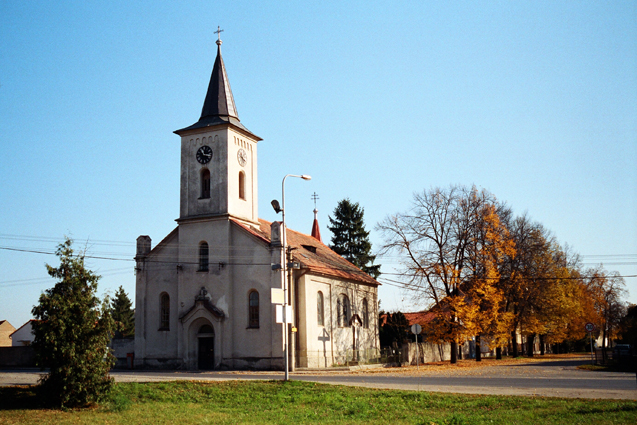
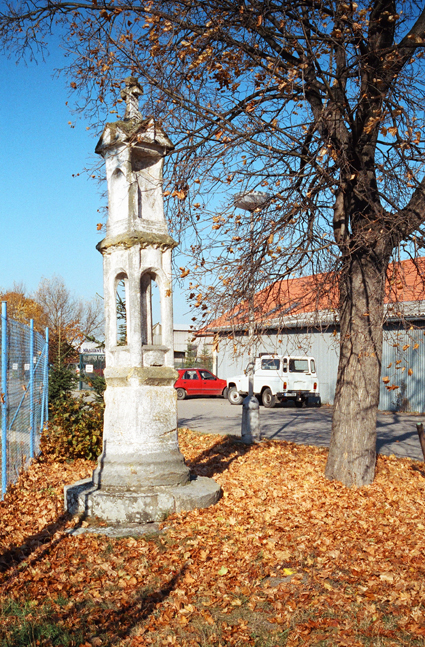
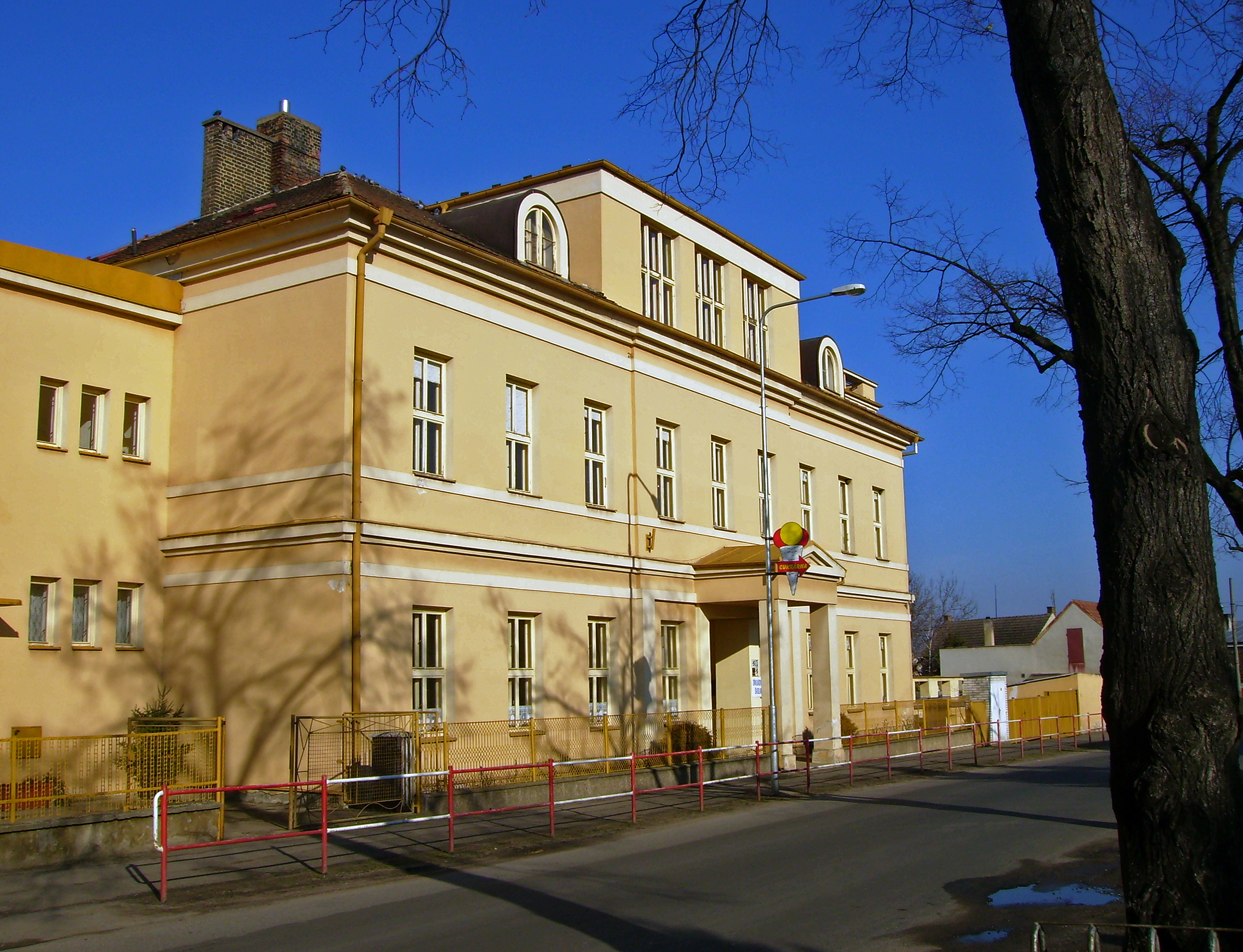